# شهرستان جکسون (تگزاس)
شهرستان جکسون، تگزاس (به انگلیسی: Jackson County, Texas) یک سکونتگاه مسکونی در ایالات متحده آمریکا است که در تگزاس واقع شده‌است.

## خصوصیات
شهرستان جکسون ۲٬۲۱۹٫۶۳ کیلومترمربع مساحت دارد.